# Ару (архіпелаг)
6°12′ пд. ш. 134°30′ сх. д. / 6.2° пд. ш. 134.5° сх. д.
Ару (індонез. Kepulauan Aru) — архіпелаг в провінції Малуку на сході Індонезії. Складається з 95 островів.

## Географія
Архіпелаг є найсхіднішим в провінції Малуку і розташований на півночі Арафурського моря, між південним заходом Нової Гвінеї та північчю Австралії. Загальна площа — 8563 км². Найбільший острів — Танахбесар (його також називають Вокам); Добо, головний порт архіпелагу, знаходиться на сусідньому маленькому острові Вамар. Інші великі острови — Кола, Кобрур, Майкур і Транган.
Усі острови, переважно, рівнинні або характеризуються невисокими пагорбами і відокремлені один від одного вузькими протоками або короткими ділянками моря. Рослинність, що покриває острови, являє собою сукупність тропічних і субтропічних тропічних лісів, саван та мангрів. Під час останнього льодовикового періоду архіпелаг був зв'язаний із сусідніми Австралією та Новою Гвінеєю, тому місцеві флора і фауна тісно пов'язані з ними.

## Історія
Корінним населенням островів є народність Ару. На початку XVII століття острова почали відвідувати китайські торговці, а першими європейцями на островах були голландці, які відкрили архіпелаг у 1623 році. У 1657 архіпелаг відвідали британці.

## Адміністративний поділ
Адміністративно архіпелаг поділяється на 10 районів:
- Ару — столиця Добо. Поділяється на 13 сіл та 2 селища.
- Південний Ару — столиця Джерол. Поділяється на 15 сіл.
- Центральний Ару — столиця Бенжина. Поділяється на 22 села.
- Північний Ару — столиця Марласі. Поділяється на 12 сіл.
- Ару Північно-Східний Батулей — столиця Кобамар. Поділяється на 9 сіл.
- Сір-Сір — столиця Лейтинг. Поділяється на 9 сіл.
- Ару Тендаг Тимур — столиця Коджабі. Поділяється на 13 сіл.
- Південно-Центральний Ару — столиця Лонггар. Поділяється на 7 сіл.
- Південно-Східний Ару — столиця Мерор. Поділяється на 10 сіл.
- Ару Селатан Утара — столиця Табарфане. Поділяється на 7 сіл.

## Релігія
Більшість населення островів Ару сповідують християнство. Згідно з переписом 2010 року 69,18 % населення вважають себе християнами, серед них протестанти — 59,84 %, а решта католики — 9,32 %. Тим часом мусульмани складають 29,97 %, індуїсти 0,03 %, буддисти 0,03 % і конфуціанці 0,02 %. [3]